# Perdas (canção)
Perdas é o primeiro single do álbum CPM 22 - Acústico da banda paulista CPM 22. A música foi composta por Fernando  Badaui e Ricardo Galano, compositor de "Dias Atrás", "Escolhas, Provas e Promessas" e "Tony Galano".
| “ | “Apesar do nome ‘Perdas’, a música não é melancólica. Ela traz uma mensagem de esperança, de dar a volta por cima." | ” |

## Desempenho nas Paradas Musicais
| Parada musical       | Posição |
| -------------------- | ------- |
| Brasil - Top40 Chart | 11      |